# Anarquismo na Grécia
O desenvolvimento do Anarquismo na Grécia evidencia-se em uma série de paradoxos históricos. Ao mesmo tempo que a cobertura histórica de diversos eventos possui sérias lacunas de informação, há também um  esforço de cunho ideológico com a intenção de distorcer os fatos históricos. É também muito difícil traçar conexões entre as diversas organizações anarquistas e grupos de atividades, uma vez que eles permanecem, em sua maioria, no anonimato. Curiosamente diferentes anarquistas gregos, surgiram simultaneamente, cada um deles com inclinações e referências específicas.

## História

### Precedentes na Grécia Antiga
Os precedentes do anarquismo na região hoje conhecida como Grécia remetem à antiguidade clássica. Os filósofos vinculados à escola conhecida como Cinismo são considerados os primeiros a proporem reflexões sobre o Anarquismo. Entre estes o filósofo Zenão de Cítio, em uma de suas oposições à defesa da autoridade feita por Platão, argumentava que a razão poderia substituir a autoridade na administração dos assuntos humanos. Apesar de todas seus princípios sexistas e xenófos e de sua econômica ser baseada na escravidão, a democracia ateniense constantemente evocada na atualidade para justificar os sistemas eleitorais e representativos era na verdade um sistema de democracia direta, ou participativa onde os chamados cidadãos se revesavam em cargos burocráticos e os assuntos mais importantes eram resolvidos nas assembleias de praça (ágora).
Em outros momentos da história grega entre a antiguidade e o medievo, surgiram movimentos sociais e filosóficos que defendiam princípios libertários, no entanto, poucas evidências resultado de sérias lacunas históricas comprometem a possibilidade de resgate das experiências anarquistas durante este longo período.

### 1860-1875

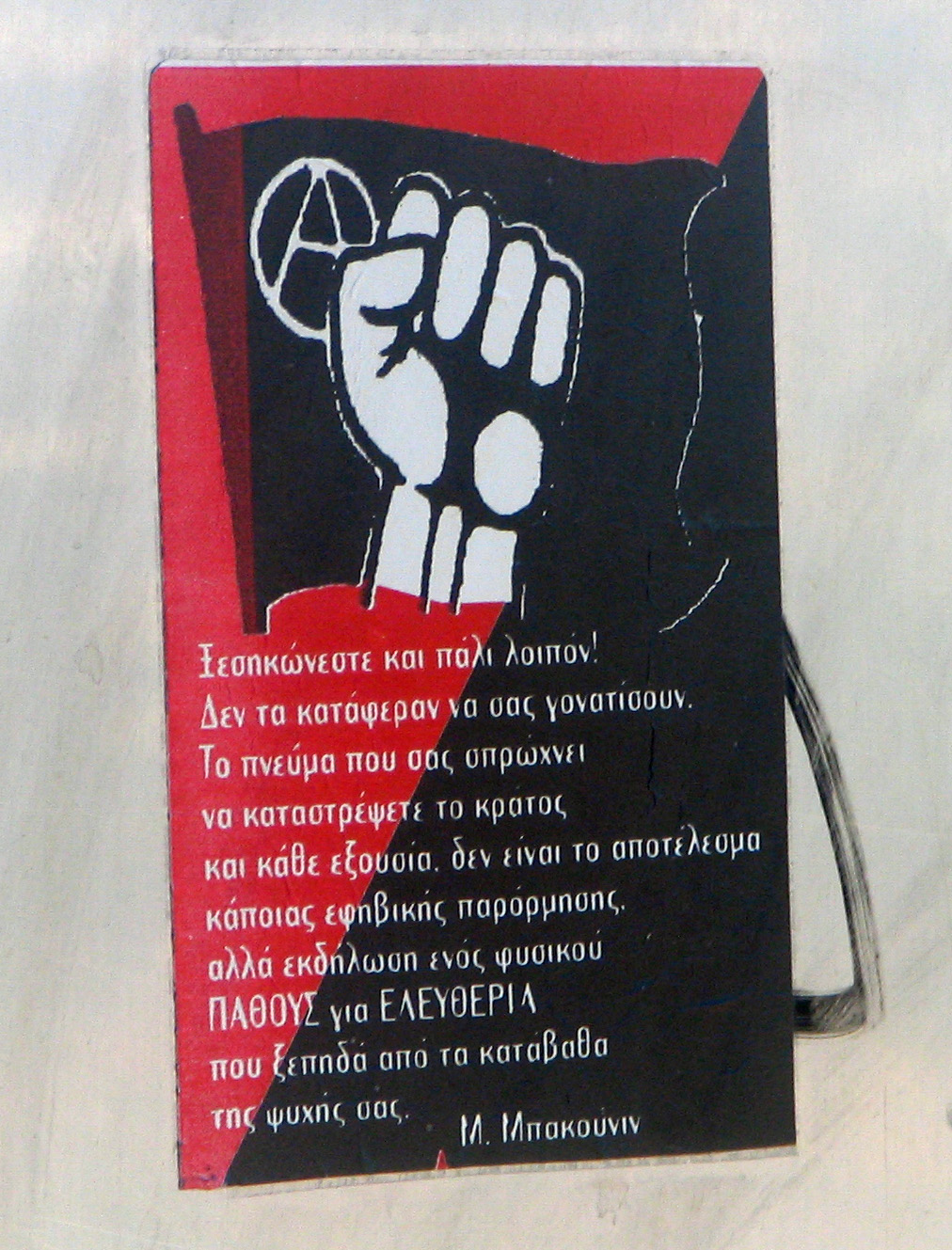
Um poster anarquista em uma parede da Tessalônica onde se lê uma frase de Mikail Bakunin

O Anarquismo moderno tem início na Grécia em 1860 com a publicação dos primeiros textos libertários, bem como uma série de ações anarquistas organizadas em Atenas. Muito do que foi escrito e publicado pelos anarquistas gregos naquele período fora profundamente influenciado pelas atividades e propostas apresentadas pelas organizações e propagandistas do Leste Europeu.
Emanouil Dadaoglou, um mercador da Esmirna, provavelmente teve contato com os ideais anarquistas junto a refugiados políticos italianos que chegaram em Patras em 1849 durante a Guerra das duas Sicílias. Juntamente com o anarquista italiano Amilcare Cipriani, fundador do "Clube Democrático", eles organizara um grupo e tomaram parte na revolução contra o Rei Otto em 1862, realizando bloqueios nas estradas na área de Kapnikarea.
De 1864 à 1867 Dadaoglou foi a Itália na região de Nápoles onde se tornou membro da Associação Internacional dos Trabalhadores (AIT), seguindo os ideais propostos por Mikail Bakunin. Naquele período conheceu Maria Pantazi, prostituta de profissão, que se tornaria sua companheira durante toda vida. No final da década de 1860 Dadaoglou retornou para a Grécia, vindo a falecer em 1870. Após sua morte Maria Pantazi deixou a Grécia em direção a França onde se juntou a Comuna de Paris, combatendo e morrendo junto com outros milhares de communards pelas mãos da guarda real.
O primeiro periódico anarquista grego fundado em 3 de Setembro de 1861 foi o jornal diário "Φώς" (Luz) tendo ao todo 334 edições. O artigo principal de sua primeira edição de autoria anônima tenha como título "Anarquia parte A". Todas os seus exemplares foram confiscados poucas horas depois de serem lançados durante uma batida policial ao prédio onde funcionava o periódico. Entre outras violências a polícia "forçou" seu proprietário a jamais publicar outro artigo, logo a parte B jamais foi publicada.
Movimentos anarquistas também ocorreram nas ilhas Eptanisa onde duas figuras memoráveis Mikelis Avlichos e Nikos Konemenos, tiveram papel de destaque. Avlichos que havia estudado em Berna, Suíça onde conhecera Bakunin antes de retornar a Cefalônia onde havia nascido. Lá publicou alguns artigos que não resistiram ao tempo. Konemenos, viveu em Corfu durante boa parte de sua vida, fora ele o primeiro a utilizar o termo "comunismo" em grego e um dos primeiros a falar em nome da igualdade entre homens e mulheres. Em 1893 ele publicou um livro em italiano chamado (Ladri ed omicidi, "Ladrões e homicidas").

### 1875-1907

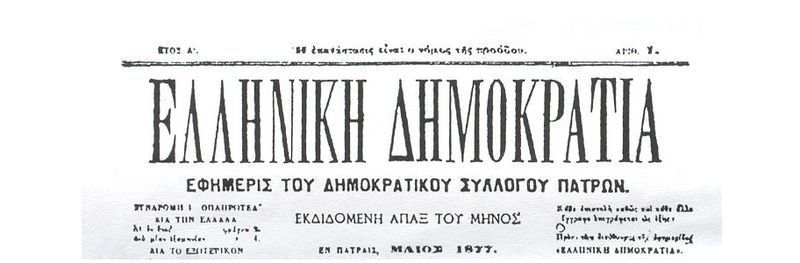
O jornal Democracia Grega: Revolução é a lei do progresso

O caráter da tradição semeada durante o período anterior viria a florescer em diversas organizações "revolucionárias em diferentes regiões da Grécia, como Atenas, Siro, Messini, Égio, Filiatra, Cefalônia e Patras. Em sua obra Grande História Grega de Yannis Kordatos escreveria: "as ideias anarcossocialistas encontraram um solo macio em Patras na minha opinião, devido a presença de cinco mil proletários e burgueses, pelas mãos dos radicais eptanisienses passaram todo tipo de comunicação radical vinda da Europa".
Os anarquistas de Patras no início de 1876 formaram um coletivo chamado "Associação Democrática", que devida a posição favorável da cidade mantinha relações próximas e constantes através de seu porto não só com seus companheiros anarquistas da Itália próxima, mas também com outras organizações europeias mais distantes. Este grupo tentaria criar uma espécie de coordenação capaz de reunir todos os grupos da Grécia formando a primeira célula da Liga dos Associação Internacional dos Trabalhadores em solo grego. Uma organização chamada "Liga Democrática do Povo" foi formada e em um artigo no jornal italiano Il Martelo publicado em Bolonha, os italianos puderam ler a carta de fundação da organização: "…logo mais nós iremos lhes mandar as políticas gerais da Liga Democrática do Povo e as políticas específicas do Grupo de Patras… Em breve iremos publicar nosso próprio jornal como meio da AIT…" Diversas cartas diplomáticas evidenciam uma enorme onda de repressão levada a cabo pelo estado grego após tal publicação.
No jornal Boletin da Federação de Jura em 10 de Junho de 1877: a Grécia se juntara ao acordo das nações civilizadas, aqueles que incansavelmente executavam medidas enérgicas de pressão pela manutenção da "ordem social". Como evidência disso, recebemos a carta que se segue: "Foram feitos prisioneiros em Patras, entre os dias 15 e 27 de Maio de 1877 na tentativa de fazer o jornal: Dionisis Ampelopoulos, Konstantinos Mpompotis, Alexandros Evmorfopoulos, Konstantinos Grimanis. Nós estamos na cadeia por causa da publicação do primeiro número do nosso jornal Democracia Grega, do qual vocês receberam cópias. Saudações e solidariedade, Konstantinos Grimanis."
Em 1896 duas novas associações foram fundadas: Uma em Patras e a outra em Pirgos. Os mais ativos destes grupos eram D. Badounas, D. Arnellos , D. Karabilias e o poeta P. Tsekouras. Eles traduziram vários artigos anarquistas e mais tarde no mesmo ano, eles publicaram o jornal anarquista Epi ta proso juntamente com comunistas libertários, Anarquistas cristãos, anarcoindividualistas e mesmo socialistas. Alguns deles também agiram juntamente com Marinos Antypas que era ativo em toda Grécia.

### 1910-1945
Durante o período entre 1910 e 1945 existem muitas lacunas com relação aos grupos libertários na Grécia. Em certa medida devido não só a ondas de repressão constantes, mas também graças a ascensão do bolchevismo, e ao sucesso obtido na Revolução Russa, que fez com que diversos anarquistas abandonassem os princípios libertários assumindo as premissas do autoritarismo comunista bolchevique não só na Grécia como por todo o mundo. Muitos ex-anarquista participaram da fundação da Federação de Avraam Benayora e do Partido Trabalhista da Grécia (que depois de alguns anos se tornaria o Partido Comunista Grego (KKE)). O mais notável exemplo deste período foi Constantinos Speras.

### Os Barqueiros de Tessalônica

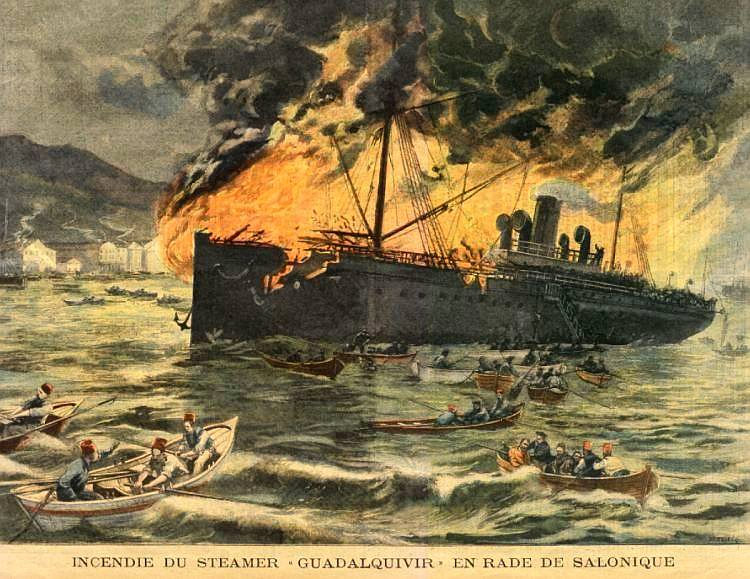
A destruição do navio francês "Guadalkivir" pelos Barqueiros da Tessalônica, uma importante organização anarquista grega na década de 1900

Os "barqueiros de Tessalônica", também conhecidos como a "tripulação" (Πλήρωμα) ou ainda "Gemitzídes" (Γεμιτζήδες) (gemidzii) (essencialmente o mesmo que o primeiro nome só que na língua turca); foram anarquistas de origem macedônica que reunidos em um coletivo criado em 1898 declararam guerra ao Império Otomano e seus aliados. Suas motivações eram tanto revolucionárias como anti-imperialistas já que durante muitos séculos as terras baixas da Grécia, assim como suas ilhas, permaneciam sob o controle do Império Otomano mantido a ferro e fogo através de dura repressão, promovendo uma série de massacres na Tessalônica e em outras regiões.
Suas mais notáveis ações tomaram a forma de inúmeros atentados a bomba. Em 28 de Abril de 1903 os "barqueiros" colocam uma bomba em um navio de guerra francês chamado Guadalquivir. No dia seguinte, em 29 de Abril outra bomba é colocada no Banco Imperial Otomano. Depois no trem "expresso" para Istambul, mais tarde na central do sistema de gás e água, em seguida no banco de Mitilini, nas sequência no Escritório dos Correios, no Grande Hotel, no Teatro Éden, no Campo militar de Top Hane e no Clube Alemão. O número oficial de mortos foi de 115 pessoas, a maioria composta por militares e administradores turcos.

### 1960s a 1995
O movimento anarquista grego ganhou força durante a junta militar grega de 1967 a 1974.
Alunos voltando de Paris, onde tinham tomado parte nos acontecimentos de maio de 1968, e entraram em contato com ideias de esquerda e anarquistas, começou a espalhar essas ideias entre os jovens radicais da época.  Em 1972, Guy Debord, A Sociedade do Espetáculo, foi publicado, juntamente com outros textos situacionistas. Mais tarde segue Mikhail Bakunin Deus e o Estado e Peter Kropotkin Lei e Autoridade. A livraria "Black Rose" realizou essas publicações de "Diethnis Vivliothiki" ("International Library"), que passou a publicar livros de Rosa Luxemburg, Mett Ida, David Henry Thoreau, Bookchin Murray, Nettlau Max, Jerry Rubin, e muitos outros.
Os primeiros anarquistas depois da guerra de 1973 faziam parte do movimento estudantil contra a junta. Assumindo todos os prós e contras os anarquistas gregos, influenciados por Maio de 1968 e pelo Movimento Autonomista Italiano se opuseram ao Anarcossindicalismo em favor da ideia de luta de classes. As ideias de Bakunin e Kropotkin continuaram tendo grande influência nesse período, mas também se misturando a novos referenciais advindos da Internacional Situacionista e do Marxismo autonomista.
O movimento anarquista e autonomista na Grécia ganhou força no fim dos anos 1970, quando muitos dos militantes que comunham partidos de ultra-esquerda (que no meio dessa década tinham força considerável) deixaram seus partidos e grupos, indo se juntar aos coletivos e organizações libertárias.
Quando o primeiro governo dito "socialista" foi estabelecido em 1980 na Grécia, os anarquistas gregos predecessores ficaram extremamente desapontados diante da lenta debandada daqueles que havia no fim da década passada abandonado os partidos para se juntar a eles. O governo socialista em parte quase acabou com a "guerra social" da década de 1970. Em meio a políticas de contenção do pensamento libertário levadas a cabo pelo governo grego, uma nova onda de jovens anarquistas adeptos do insurreicionalismo, portanto ainda mais agressivos e que a geração anterior emergiu em meio aos anos 1980. Algumas fontes chegam a afirmar que alguns dessa geração de anarquistas mais tarde se tornariam recrutas dos grupos terroristas como a Organização Revolucionária 17 de Novembro.

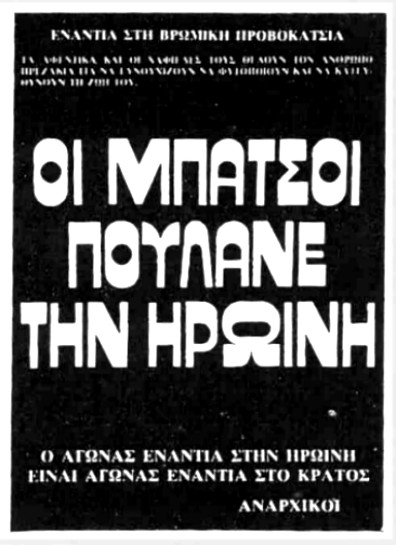
Um poster de 1982. O texto principal informa "Policiais vendem heroína". É assinado apenas por "Anarquistas."

Nos anos 1985 e 1986 aconteceram demonstrações e insurreições quase que diariamente em Atenas e na Tessalônica após um garoto de quinze anos chamado Michalis Kaltezas (1970-1985), e o anarquista Christos Tsoutsouvis (?-1985) serem mortos por policiais. Por sua vez a morte de um policial em Tessalônica e a ocupação da Faculdade de Química em Atenas teria tornado a opressão contra os anarquistas quase insustentável, apesar disso as organizações libertárias continuaram existindo, alcançando um estágio em que demonstrações com milhares de participantes aconteceram nas ruas de Atenas. O ataque de uma manifestação anarquista ao hotel "Caravela" onde acontecia uma conferência de extremistas de direita, na qual encontrava-se presente Jean-Marie Le Pen, foi também um momento de pico para o movimento anarquista da década de 1980.
A geração dos 80 diminuiu aos poucos, enquanto uma nova onde de anarquistas surgiu no início durante o levante estudantil de 1991. Este seria um dos maiores movimentos libertários já ocorridos na Grécia, envolvendo a ocupação de 1500 escolas e demonstrações de centenas de milhares de participantes. A morte do professor Nikos Temponeras, progressista de extrema esquerda, por membros da ala mais à direita do Partido Nova Democracia, causou uma insurreição quase geral em todas as principais cidades da Grécia, com uma demonstração de 25 mil pessoas em Patras onde Temponeras foi morto, o que foi seguido pelo incêndio de uma delegacia e da prefeitura da cidade. No mesmo dia em Atenas quatro pessoas forma mortas em um incêndio ocorrido durante manifestações gigantescas. O levante popular não acabou até que o então ministro da educação renunciasse.
Na década de 1990 o movimento anarquista na Grécia passou por um de seus piores momentos durante a ocupação da Universidade Politécnica em 1995. Cerca de três mil pessoas ocuparam a Politécnica, quando a polícia conseguiu entrar cercando o prédio foram presos 501 anarquistas que haviam ficado na universidade. A Universidade Politécnica foi quase completamente destruída pelos confrontos que ocorreram em seu interior. O papel da mídia foi de um catalisador, ordenando a polícia prender e espancar "esses hooligans, os bem conhecidos criminosos" (um nome comum utilizado pela imprensa para designar anarquistas). Mas a opressão ao invés de acabar com o movimento anarquista, como ocorrido anteriormente, apenas aumentou sua força.

### Anarquismo no século XXI
O movimento anarquista na Grécia continuou firme na década de 2000, principalmente no final da década. Em 2008 houve um dos maiores levantes anarquistas do país. Os distúrbios na Grécia em 2008 foram uma série de confrontos violentos entre manifestantes e o aparato repressor estatal, iniciados na noite de 6 de dezembro, depois que o estudante de 15 anos, Aléxandros Andréas Grigorópulos (em grego:  Αλέξανδρος Γρηγορόπουλος) morreu em consequência de ferimento a bala, infligido pelo policial, Epaminondas Korkoneas, quando este e um outro policial abordaram um pequeno grupo de adolescentes, no bairro ateniense de Exárchia, em Atenas.
A morte de Grigorópulos resultou em grandes manifestações, com centenas de manifestantes fazendo frente às tropas de choque com coquetéis molotov, tendo sido também registrados episódios de destruição de prédios estatais como a biblioteca legislativa de Atenas, e privados como lojas de automóveis importados. Manifestações e protestos se espalharam por muitas outras cidades, incluindo a Tessalônica, a segunda maior cidade do país.

#### Vulnerabilidade em 2009
Em 2009, após os protestos intensos, as ações reduziram todavia prosseguiram com cunho insurrecional e o movimento cresce cada dia mais. Ataques a prédios estatais orquestrados por grupos anarquistas e antifascistas à delegacias e postos de polícia ocorriam quase que diariamente na Grécia.
Passou-se um tempo e a onda de ataques antifascistas aparentemente cessou, porém ainda continua ativo e bastante forte. Filiais de grandes empresas são destruídas, bombas são explodidas em agências de bancos, mas tudo estrategicamente feito para não atingir nenhuma pessoa inocente.
Como a polícia perdeu drasticamente seu poder de autoridade e sua moral diante dos antifascistas, ela então começou a se aliar, não oficialmente, com grupos fascistas e neonazistas com a intenção de tentar oprimir os anarquistas.
Alguns ataques mal-sucedidos foram realizados contra squats anarquistas em Atenas por policiais e nazistas. Em um ataque, depois dos anarquistas expulsarem a polícia e os neonazistas da região do squat, um fascista deixou para trás uma bolsa com bombas e coqueteis molotov. Depois de pouco tempo do início de uma tentativa de ataque a um squat ou mesmo a um antifascista, a comunicação é rápida e vários militantes chegam ao local à disposição de defendê-los.
Essas tentativas de ataques reacionários são bem vulneráveis, pois caso haja algum dano relativamente drástico, tal como um novo assassinato, ou mesmo a destruição de um squat, a probabilidade de ocorrer uma nova insurreição é altíssima. O movimento tem ganhado força na medida em que greves gerais têm sido organizadas pelo país com cada vez mais frequência contra as políticas econômicas liberais de eliminação de direitos trabalhistas e privatização de empresas estatais.

## Prisões e mortes

### Anarquistas presos na Grécia
- Christina T
- Georgiadis Dionisis
- Giannis Dimitrakis
- Giorgos Voutsis-Vogiatzis
- Giotopoulos Alekos
- Karatsolis K
- Kondylis Sotiris
- Kostaris Iraklis
- Koyfontinas Dimitris
- Ksiros Chréstodoulos
- Ksiros Savvas
- Ksiros Vassilis
- Nikos Kountardas
- Papanastasiou Nikos
- Serifis Pavlos
- Serifis Thomas
- Stelios Malindretos
- Telios Kostas
- Tselentis Patroklos
- Tzortzatos Vassilis
- Vaggelis Botzatzis
- Vaggelis Pallispanagiotis Georgiadis
- Ikos Palaiokostas [14]

### Anarquistas assassinados na Grécia
- Aléxandros Grigorópulos
- Alexandros Schinas
- Maomé Atif Kamran
- Michalis Kaltezas
- Constantinos Speras
- Christos Tsoutsouvis